# Joseph Mohr
Joseph Franz Mohr (Salzburg, 11 de desembre de 1792 - Wagrain, 4 de desembre de 1848) va ser un sacerdot i compositor austríac, autor de la lletra de la coneguda nadala nadalenca « Santa Nit ».

## Primers anys i educació
Mohr va néixer a Salzburg l'11 de desembre del 1792, d'una brodadora soltera, Anna Schoiberin, i Franz Mohr, un soldat mercenari i desertor, que va abandonar la mare de Joseph abans del naixement. Els avantpassats per part del seu pare procedien de la ciutat de Mariapfarr a la regió muntanyosa de Lungau al sud de Salzburg, mentre que la família de la seva mare era de la ciutat minera de sal de Hallein. En el seu baptisme poc després del seu naixement, el padrí va ser registrat com a Joseph Wohlmuth, el darrer botxí oficial de Salzburg, que no va assistir personalment però va ser representat per Franziska Zachin. Com que els pares no estaven casats, Josep va rebre el nom del seu pare, segons el costum.
Johann Nepomuk Hiernle, vicari i líder de música a la catedral de Salzburg, va permetre que Mohr tingués una educació i ho va ajudar en la música. Quan era petit, Mohr es va exercir simultàniament com a cantant i violinista als cors de l'Església de la Universitat ia l'església del monestir benedictí de Sant Pere. De 1808 a 1810, Mohr va estudiar al monestir benedictí de Kremsmünster a la província d'Alta Àustria. Després va tornar a Salzburg per assistir a l'escola Lyceum i, el 1811, va ingressar al seminari. Com era de naixement il·legítim, aquells dies es requeria una dispensació especial perquè pogués assistir a seminari. El 21 d'agost de 1815, Mohr es va graduar i va ser ordenat sacerdot.

## Mossèn Mohr
A la tardor de 1815, se li va demanar a Mohr que proporcionés ajuda temporal al poble de Ramsau, prop de Berchtesgaden. Després, Mohr es va exercir com a sacerdot assistent a Mariapfarr (1815–1817). Va ser durant aquest temps, el 1816, que va escriure les paraules de "Santa Nit" a Mariapfarr. La mala salut el va obligar a tornar a Salzburg l'estiu del 1817. Després d'una breu recuperació, va començar a servir com a sacerdot assistent a St. Nicholas a Oberndorf, on va conèixer Franz Gruber, mestre d'escola a la veïna Arnsdorf.

### Santa Nit
| [[:Image:\|Noche de paz]]  |
| [[Fitxer:\|180px\|noicon]] |
| En piano                   |
|                            |

En una freda Nit de Nadal de 1818, Mohr va caminar els tres quilòmetres des de casa seva a Oberndorf bei Salzburg per visitar el seu amic Franz Xaver Gruber a la veïna ciutat d'Arnsdorf bei Laufen. Mohr va portar un poema que havia escrit uns dos anys abans. Necessitava una nadala per a la missa de mitjanit de Nit de Nadal que estava a només unes hores de distància, i esperava que el seu amic, un mestre d'escola que també s'exercia com a mestre de cor i organista de l'església, pogués posar música al seu poema. Gruber va compondre la melodia de Stille Nacht de Mohr en tan sols unes hores.
La cançó es va cantar a la Missa de Mitjanit en un arranjament simple per a guitarra i cor. Diverses llegendes han sorgit al llarg dels anys sobre la gènesi de "Silent Night", però l'explicació més simple i probable sembla haver estat que Mohr simplement volia una cançó original que pogués tocar al seu instrument favorit, la guitarra. En uns pocs anys, van aparèixer arranjaments de la nadala a les esglésies de l' Arquidiòcesi de Salzburg i cantants populars de la vall de Ziller van portar la composició a gires per Europa.

## Darrers anys
Mohr, un home generós que va donar la major part del seu salari a la caritat, va ser traslladat d'un lloc a un altre i va romandre a Oberndorf només fins al 1819. Després d' Oberndorf va ser enviat a Kuchl, seguit d' estades a Golling an der Salzach, Bad Vigaun, Adnet i Anthering. El 1827 va ser nomenat pastor de Hintersee i el 1837 del llogaret alpina de Wagrain. Aquí va crear un fons per permetre que els nens de famílies pobres assistissin a l'escola i va establir un sistema per a la cura dels ancians. Mohr va morir d'una malaltia respiratòria el 4 de desembre de 1848, a l'edat de 55 anys.

## Llegat
El lloc de descans final de Mohr es troba a la petita estació d' esquí d' esquí alpí de Wagrain, on va morir el 1848. L'escola Joseph Mohr s'erigeix com a monument apropiat ia prop de la tomba de l'home que va escriure les paraules que s'escolten a tot el món. L'escola del poble porta el seu nom i la tomba s'ha mantingut en un lloc d'honor al cementiri proper de l'església. Una exhibició a l'aire lliure que detalla la vida de Joseph Mohr està situada al passadís entre l'església i la casa parroquial on va viure un cop. En 2006, el Museu Waggerl de la ciutat va instal·lar una exposició permanent: Joseph Mohr, vicari de Wagrain
A Àustria, Santa Nit es considera un tresor nacional. Tradicionalment, la cançó no es pot reproduir públicament abans de la nit de Nadal.
Fins al 2006, es pensava que Mohr i Gruber havien col·laborat en una sola composició, però una altra va ser ubicada a l'arxiu parroquial de Wagrain per les autoritats arquidiocesanes de Salzburg. El "Te Deum" amb text de Joseph Mohr i melodia de Franz Xaver Gruber es pot escoltar en una exhibició d'àudio al Museu Waggerl a Wagrain.